# Сэвилл, Джордж
Джордж Алан Сэвилл (англ. George Alan Saville; род. 1 июня 1993, Камберли, Суррей) — североирландский футболист, полузащитник английского клуба «Миллуолл» и сборной Северной Ирландии.

## Клубная карьера

### Начало карьеры
Джордж начал заниматься футболом в Академии «Рединга». В 2004 году директор Академии Брендан Роджерс перешёл на работу в «Челси» и Сэвилл со старшим братом последовал за своим наставником. С 2010 года начал выступать за резервную команду «Челси», в составе которой стал обладателем молодёжного Кубка Англии 2010 и победителем Премьер-лиги резервистов в 2011 году.
В январе 2012 года Сэвилл продлил контракт с «Челси» на 3,5 года, однако так и не дебютировал за основной состав, ограничившись попаданием в число запасных в матчах Кубка Лиги и Клубного чемпионата мира 2012.
28 февраля 2013 года на правах аренды до конца сезона перешёл в клуб Чемпионшип «Миллуолл», за который сыграл в 3 встречах.
Перед началом следующего сезона, 24 июня 2013 года, Джордж на полгода был арендован клубом Лиги Один «Брентфорд». 19 октября он забил первый гол на профессиональном уровне, отличившись в домашней встрече против «Колчестер Юнайтед» (3:1). В январе аренда Сэвилла была продлена до конца сезона. В общей сложности, он провёл 44 матча за «Брентфорд», забив 4 гола, и помог «пчёлам» завоевать прямую путёвку в Чемпионшип.

### «Вулверхэмптон»
26 августа 2014 года Сэвилл подписал 3-летний контракт с «Вулверхэмптон Уондерерс», где воссоединился с бывшим тренером «Миллуолла» Кенни Джекеттом. 30 августа он дебютировал в составе «волков» в домашнем матче против «Блэкберн Роверс» (3:1).
Несмотря на быстрый дебют, полузащитник не получал достаточное количество игровой практики и 15 января 2015 года был отправлен в 3-месячную аренду в клуб Лиги Один «Бристоль Сити». 17 января Джордж дебютировал в поединке против «Сканторп Юнайтед» (2:0), а 10 марта в матче против «Йовил Таун» (3:0) забил первый гол). Проведя 8 игр и забив 1 мяч, полузащитник помог «малиновкам» за 4 тура до конца чемпионата завоевать повышение в Чемпионшип.
В начале сезона 2015/16 Сэвилл сыграл за «волков» лишь в 2 матчах Кубка Лиги и 6 октября отправился в 3-месячную аренду в «Миллуолл». Отыграв 15 матчей, в январе он вернулся в «Вулверхэмптон», где, наконец, сумел закрепиться в основном составе. 27 февраля отметился дублем в домашнем матче против «Дерби Каунти» (2:1).
В сезоне 2016/17 «Вулверхэмптон» возглавил Вальер Дзенга, при котором Сэвилл играл нерегулярно. Однако с приходом на пост тренера Пола Ламберта стал твёрдым игроком основы, проведя в общей сложности 29 матчей и забив 1 гол. По окончании чемпионата клуб активировал опцию продления контракта с полузащитником на один сезон.

### «Миллуолл»
Несмотря на это, 26 июня 2017 года Сэвилл перешёл в свой бывший клуб «Миллуолл», заключив 3-летний контракт. Сумма трансфера составила около £350 тыс.
Дебютировал 4 августа в игре против «Ноттингем Форест» (0:1), а 12 августа забил первый гол в домашнем матче против «Болтон Уондерерс» (1:1). По итогам сезона 2017/18 Джордж, наряду с нападающим Ли Грегори, стал лучшим бомбардиром команды, забив 10 мячей в 44 матчах. «Миллуолл» финишировал на высокой 8-й позиции, остановившись в шаге от плей-офф.

### «Мидлсбро»
31 августа 2018 года на правах аренды с опцией обязательного выкупа Сэвилл перешёл в «Мидлсбро». Дебютировал за новый клуб 15 сентября в поединке против «Норвич Сити» (0:1), а уже в следующей игре, 19 сентября против «Болтон Уондерерс» (2:0), отметился первым забитым мячом.

## Личная жизнь
Старший брат — Джек Сэвилл (1991 г.р.) — также профессиональный футболист, защитник. Выступал за «Барнет» и «Олдершот Таун».

## Карьера в сборной
В сентябре 2017 года Сэвилл получил приглашение выступать за сборную Северной Ирландии, поскольку его бабушка была североирландкой. 5 октября он дебютировал в матче против сборной Германии (1:3), выйдя на замену на 80-й минуте вместо Корри Эванса

## Достижения
«Челси»
- Победитель молодёжного Кубка Англии: 2009/2010

 «Брентфорд»
- Вице-чемпион Лиги Один: 2013/2014

 «Бристоль Сити»
- Чемпион Лиги Один: 2014/2015